# 이창열 (영화 감독)
이창열(1966년  ~ )은 대한민국의 영화 감독이다. 2013년 영화 '피아노 치는 남자'로 감독 데뷔하였다.

## 필모그래피

### 영화
- 2016년 《트릭》 (감독, 각본, 기획, 공동제작)
- 2018년 《해피 투게더》 (각본)
- 2021년 《에덴의 남쪽》 (감독, 각본, 기획, 제작)
- 2023년 《그대 어이가리》 (감독, 각본, 제작, 기획)
- 2025년 《피렌체 (영화)》 (감독, 각본)

## 경력
- 2023년 제10회 노디아 국제영화제 심사위원

## 수상
- 2021 제5회 벤쿠버 국제 독립영화제 국제장편 최우수작품상
- 2021 할리우드 국제 골든 어워즈 국제 장편 최우수 작품상 (그대 어이가리) (감독)
- 2021 제19회 애콜레이드 글로벌 필름 컴페티션 어워즈 오브 메리트상
- 2021 제50회 남부영화 예술아카데미 영화제 최우수 인디 영화상
- 2021 제50회 남부영화 예술아카데미 영화제 최우수 각본상
- 2021 제50회 남부영화 예술아카데미 영화제 최우수 감독상
- 2021 제50회 남부영화 예술아카데미 영화제 최우수 작품상
- 2021 제42회 파이브 콘티넨츠 국제 영화제 특별언급 감독상 (그대 어이가리) (감독)
- 2021 제42회 파이브 콘티넨츠 국제 영화제 최우수 각본상 (그대 어이가리) (감독)
- 2021 제42회 파이브 콘티넨츠 국제 영화제 Best Team Performance Feature Film (그대 어이가리) (감독)
- 2021 제42회 파이브 콘티넨츠 국제 영화제 Best Poster (그대 어이가리) (감독)
- 2021 제42회 파이브 콘티넨츠 국제 영화제 최우수 작품상 (그대 어이가리) (감독)
- 2021 제13회 포트블레어 국제 영화제 최우수 감독상
- 2021 제13회 포트블레어 국제 영화제 최우수 국제 장편 영화 심사위원 특별상 (그대 어이가리) (감독)
- 2021 제8회 블랙스완 국제 영화제 서사 장편 영화상 (그대 어이가리) (감독)
- 2021 두루쿠 국제 영화제 Narrative Features Critic's Choice Award (그대 어이가리) (감독)
- 2021 컬트 비평가 영화상 Monthly Winner Reature Films (그대 어이가리) (감독)
- 2021 버진 스프링 시네페스트 Narrative Features (그대 어이가리) (감독)
- 2021 월드 필름 카니발 싱가포르 Narrative Feature Critics' Choice Award (그대 어이가리) (감독)
- 2021 마운틴 뷰 국제 영화제 Narrative Feature (그대 어이가리) (감독)
- 2021 타고르 국제 영화제 Outstanding Achievement Award (그대 어이가리) (감독)
- 2021 제3회 런던 뉴웨이브 필름 페스티발 Best Narrative Feature (그대 어이가리) (감독)
- 2021 제42회 파이브 콘티넨츠 국제 영화제 최우수 독립영화상 (그대 어이가리) (감독)
- 2022 제14회 내슈빌 독립영화제 최우수 장편 영화상 (그대 어이가리)(감독)
- 2022 갠지스 국제 영화제 장편 영화상 (그대 어이가리)(감독)
- 2022 루이스 부뉴엘 메모리얼 어워즈 장편영화 공로상 (그대 어이가리)(감독)
- 2022 제14회 강톡 국제영화제 비평가 초이스상 (그대 어이가리)(감독)
- 2022 제5회 캐나다 독립영화제 최우수 아시아 장편 영화상 (그대 어이가리) (감독)
- 2022 제9회 노디아 국제 영화제 최우수 각본상 (그대 어이가리) (감독)
- 2022 제3회 캔자스 아트 하우스 영화제 최우수 국제 장편 영화상 (그대 어이가리) (감독)
- 2022 제17회 베스트 이스탄불 영화제 최우수 장편 영화상 (그대 어이가리) (감독)
- 2022 제20회 할리우드 국제 골든 에이지 어워즈 최우수 국제 장편 영화상
- 2022 제9회 로테르담 독립영화제 장편 영화상
- 2022 제6회 캘커타 국제 컬트 영화제 우수 장편 영화상
- 2023 제4회 골드스피어 국제영화제 최우수 장편영화상
- 2023 제16회 자르살라메 국제영화제 장편영화상
- 2023 제17회 토론토 영화 및 각본상 어워즈 최우수 장편 영화상
- 2023 제20회 LA 인디 영화제 최우수 장편 영화상
- 2023 제6회 샌디에고 예술 영화제 최우수 장편 영화상
- 2025 대한민국 한류연예대상 - 한국영화발전대상 예술영화 부문
- 2025 헐리우드 어워즈 (작품상 / 감독상 / 각본상)

## 예능
- 2024 TV조선 신의 한 수

## 같이 보기
- 한국 영화